# Dönme
Dönme o dönmeh (convers) fou el nom d'una secta de l'Imperi Otomà que va existir des del final del segle xvii formada per criptojueus que professaven exteriorment l'islam tot i conservar secretament certs ritus hebraics. Tot i ser musulmans no es podien casar amb altres musulmans ni jueus i observaven algunes festes jueves i així van mantenir la seva identitat fins al segle xx. La secta va néixer de les especulacions místiques que justificaven la conversió dels jueus a l'islam, com un element de la cadena dels esdeveniments messiànics. Tractava de mantenir dins de l'islam tants elements judaics com fos possible.
Hi va haver una primera conversió en massa en data incerta al segle xvii i una segona el 1683. La secta va tenir centres a Salònica, Izmir, Istanbul i alguns llocs d'Albània. La secta es va dividir en tres per les lluites per la figura del Messies: hamdibeyler, karakash i kapandjilar. El 1900 n'eren més de deu mil. El seu personatge més notable fou Mehmet Javid Bey, figura del règim dels Joves Turcs (després de 1908). La secta va patir persecucions menors el 1720, 1849 i 1875. Quan el 1924 foren traslladats a Istanbul per l'intercanvi de poblacions amb Grècia van començar a perdre la seva identitat principalment pels matrimonis mixtos i la indiferència de les noves generacions, i avui dia estan pràcticament absorbits entre els turcs i només existeixen encara els karakashi.